# Адолф Щрук
Адолф Херман Щрук (на немски: Adolf Hermann Struck) е германски писател, пътеписец.

## Биография
Адолф Щрук е роден в 1877 година. Щрук е известен със своя пътепис „Македонски пътувания“ (Makedonische Fahrten), както и с проучването на Ксерксовия канал на Халкидика, което Щрук прави лично в 1901 година и публикува в 1907 година.
Умира в 1911 година.

## Трудове
- Makedonische Fahrten, Vienna & Leipzig, (1907).
- Der Xerxeskanal am Athos. Neue Jahrbücher for das klassiche Altertum: Geschichte und Literatur, 10 (1907).
- Mistra. Eine mittelalterliche Ruinenstadt. Streifblicke zur Geschichte und zu den Denkmälern des fränkisch-byzantinischen Zeitalters in Morea. Vienna, A. Hartleben, (1910).
- Zur landeskunde von Griechenland. Kulturgeschichtliches und wirtschaftliches. Frankfurt am Main., H. Keller, (1912).